# Comuna de Czeremcha
Czeremcha (polaco: Gmina Czeremcha) é uma gminy (comuna) na Polónia, na voivodia de Podláquia e no condado de Hajnówka. A sede do condado é a cidade de Czeremcha.
De acordo com os censos de 2004, a comuna tem 3738 habitantes, com uma densidade 38,6 hab/km².

## Área
Estende-se por uma área de 96,73 km², incluindo:
- área agricola: 48%
- área florestal: 43%

## Demografia
Dados de 30 de Junho 2004:
|                      | Total   | Total | Mulheres | Mulheres | Homens  | Homens |
| -------------------- | ------- | ----- | -------- | -------- | ------- | ------ |
|                      | pessoas | %     | pessoas  | %        | pessoas | %      |
| População            | 3738    | 100   | 1904     | 50,9     | 1834    | 49,1   |
| Densidade (pop./km²) | 38,6    | 100   | 19,7     | 19,7     | 19      | 19     |

De acordo com dados de 2002, o rendimento médio per capita ascendia a 1290,39 zł.

## Comunas vizinhas
- Kleszczele, Milejczyce, Nurzec-Stacja.